# Stefan Dott
Stefan Dott, (* 27. září 1969, Koblenz, Západní Německo) je bývalý reprezentant Německa v judu.

## Sportovní kariéra
Neunavitelný a odhodlaný Němec patřil v juniorském věku k absolutní špičce. Přechod mezi seniory zvládl velmi dobře, hned při svém prvním startu na mistrovství Evropy bral v lehké báze (−71 kg) zlatou medaili na úkor Josefa Věnseka. Byla to však jediná velká medaile z vrcholné akce.
V roce 1992 se účastnil olympijských her v Barceloně a ve třetím kole vyřadil jednoho z favoritů Francouze Bruna Carabettu na hantei (praporky). Podobně si naklonil rozhodčí na svojí stranu i ve čtvrtfinále proti Finu Korhonenovi. V semifinále se utkal s hlavním favoritem, Japoncem Kogou. Koga i přes vážné zranění kolene ho dokázal po minutě boje hodit svým vytříbeným ippon seoi-nage na ippon. V boji o třetí místo se utkal s Izraelcem Smadžou. Neuběhla ani minuta boje když ho Smadža po jeho výpadu kouči-gari kontroval na ippon technikou deaši-harai. Obsadil 5. místo. V podobném duchu se nesly jeho další výsledky. Patřil k favoritům, ale boje o zlato se mu vyhýbaly.
V roce 1994 změnil lehkou váhu za polostřední (veltrovou), ve které v roce 1996 startoval na olympijských hrách v Atlantě. V prvním kole dostal na rozehřátí olympijského výletníka z Nikaragui, ale ve druhém ho čekal nepříjemný Belgičan Johan Lác. V polovině zápasu se mu podařil hodit Láce na ippon technikou sode-curikomi-goši. Ve čtvrtfinále ho čekal reprezentant Turecka Irakli Uznadze. Neuběhla ani minuta, když Uznadzeho podmetl technikou kouči-gari na ippon. V semifinále se utkal s Francouzem Burasem. Takticky vedený duel proti Burasovi nezvládl a prohrál na větší počet penalizací. V boji o třetí místo se utkal s Gruzíncem Lipartelianim. Nepohlídal si začátek zápasu a po Lipartelianiho kata-gurumě ležel po 18s na krovkách. Obsadil opět 5. místo. Sice krásné úmistění, ale pro něho málo. Bylo to jeho poslední vystoupení v reprezentačním dresu Německa.

## Výsledky
| Turnaj             | (FRG) | (FRG) | (FRG) | (FRG) | Německo | Německo | Německo | Německo | Německo | Německo |
| Turnaj             | 1987  | 1988  | 1989  | 1990  | 1991    | 1992    | 1993    | 1994    | 1995    | 1996    |
| ------------------ | ----- | ----- | ----- | ----- | ------- | ------- | ------- | ------- | ------- | ------- |
| Olympijské hry     | -     | dns   | -     | -     | -       | 5.      | -       | -       | -       | 5.      |
| Mistrovství světa  | dns   | -     | dns   | -     | dns     | -       | dns     | -       | úč.     | -       |
| Mistrovství Evropy | dns   | dns   | dns   | dns   | 1.      | dns     | úč.     | 5.      | dns     | dns     |
| ME juniorů         | 1.    | 1.    | 3.    | -     | -       | -       | -       | -       | -       | -       |